# Agence japonaise de l'énergie atomique
L'Agence japonaise de l'énergie atomique (日本原子力研究開発機構, Nihon genshiryoku kenkyū kaihatsu kikō), connu sous son acronyme anglais JAEA (Japan Atomic Energy Agency), a été créée le 1er octobre 2005 par la fusion de deux organisations semi-gouvernementales de l'industrie nucléaire du Japon : l'Institut japonais du cycle du combustible (JNC) et l'Institut de recherche japonais sur l'énergie atomique (JAERI).

## Coopération internationale
En avril 2007, JAEA a rejoint une alliance mondiale, le Partenariat mondial pour l'énergie nucléaire (ou Global Nuclear Energy Partnership GNEP). Les autres membres de l'alliance sont Areva, Washington Group International, et BWX. Il est attendu au sein de l'alliance que l'expérience acquise sur le site d'enrichissement par centrifugation de Rokkasho devienne une contribution majeure de la part de JAEA.
Le 6 juin 2017, cinq de ses employés sont exposés à de très hauts niveaux de radiations après la rupture d'un sac contenant du plutonium au cours d'une inspection de routine, au sein d'un centre de recherche et développement de l'agence dans la ville d'Ōarai (préfecture d'Ibaraki). Les examens de leurs poumons ont révélé des niveaux significatifs de contamination, notamment en plutonium 239, avec une activité de 22 000 becquerels dans un cas. L'Autorité de régulation nucléaire du Japon a aussitôt condamné l'agence.

## Activités
Les sites suivants sont sous la responsabilité de l'agence : 
- Installation de recherche de Tokaimura (東海研究開発センター),
- Installation du réacteur rapide de Monju à Tsuruga (敦賀発電所),
- Centre de R&D de Oarai (大洗研究開発センター),
- Institut de Naka sur la fusion (那珂核融合研究所),
- Centre d'ingénierie sur l'environnement de Ningyo-toge (人形峠環境技術センター),
- Centre de recherche de Aomori (青森研究開発センター),
- Institut de Kansai (KPSI) (関西光化学研究所),
- Cité de la science de Kansai (京都府木津地区),
- Synchrotron SPring-8 de la Préfecture de Hyōgo (スプリングエイト),
- Institut de recherche avancée de Takasaki sur les radiations (高崎量子応用研究所),
- Centre de recherche sur les dépôts souterrains de Horonobe (幌延深地層研究センター),
- Centre scientifique de Tōnō (en) (東濃地科学センター) dans la préfecture de Gifu.